# Kommando Leopard
Kommando Leopard ist ein deutsch-italienischer Actionfilm von Antonio Margheriti aus dem Jahr 1985. Mitglieder einer südamerikanischen Befreiungsbewegung erheben sich gegen die Miliz, die zum Unterdrücker des Landes geworden ist.

## Handlung
In einem lateinamerikanischen Land herrscht ein Militärdiktator mit grausamer Brutalität. Sein Milizchef Silveira verbreitet Schrecken und Terror bei der Jagd auf Rebellen. Korruption und Ausbeutung der armen Bevölkerung sind an der Tagesordnung. Die Widerstandsgruppe unter dem Rebellenführer Carrasco El Leopard will diesem System ein Ende setzen. Doch es mehren sich auch Unstimmigkeiten unter den Rebellen über die Wahl der Mittel, denn die geplante Sprengung eines Staudamms zerstört nicht nur den Zugangsweg des Militärs, sondern verschlechtert auch den unschuldigen Bewohnern die Lebensgrundlage.
Nachdem das Militär auf der Suche nach Carrasco ein ganzes Dorf zerstört und die Bewohner getötet hat, schiebt die Regierung den Rebellen die Schuld dafür zu und wiegelt so die Bevölkerung gegen Carrasco auf. Entsprechend misstrauisch ist man in einem Krankenhaus unter Leitung von Pater Julio, das von acht Guerilleros aufgesucht wird, um einen Verletzten versorgen zu lassen. Nachdem sie dort verraten werden, dringen Regierungssoldaten in das Krankenhaus ein und überwältigen die Rebellen. Während die Überlebenden, unter ihnen die Freiheitskämpferin Maria und Pater Julio, entkommen können, setzen die Soldaten das Krankenhaus in Brand.
Bei der Sprengung einer Brücke gerät der für die Rebellen kämpfende Söldner Smithy in Gefangenschaft des Militärs. Zusammen mit den Gefangenen in seiner Zelle wird ihm die Flucht ermöglicht. Als Smithy im Hauptquartier der Rebellen eintrifft, kann er dem Anführer von der geplanten Ankunft des Regierungspräsidenten Ramirez berichten. Sogleich wird dies als nächstes Anschlagsziel genommen, und Carrasco lässt das Flugzeug bei der Landung zum Absturz bringen. Erst jetzt bemerkt er, dass dies ein normales Passagierflugzeug war und das Ganze eine Falle. Sie geraten unter Beschuss des Militärs, aber Carrasco kann entkommen. Durch diese Aktion ist es Carrascos Gegner gelungen, die Bevölkerung massiv gegen ihn aufzubringen. Die Rebellen müssen sich weiter ins Inland zurückziehen und versuchen nun im Norden eine Raffinerie zu zerstören. Dazu bittet Carrasco Pater Julio um Mithilfe, da dieser lange Zeit an der dortigen Militärstation im kirchlichen Dienst stand. Der Plan gelingt, und Carrasco kehrt siegreich ins Hauptquartier zurück.
Nach zahllosen Kämpfen hat sich nun die Regierung dazu entschlossen, mit den Rebellen zu verhandeln, um weiteres Blutvergießen zu vermeiden und dem Tod Unschuldiger ein Ende zu setzen. Obwohl alle davon überzeugt sind, dass ihr Anführer in eine Falle gelockt werden soll, glaubt Carrasco dem Angebot. Er trifft sich mit einem Militärvertreter und erfährt, dass der Diktator Ramirez das Land verlassen hat und nun eine Übergangsregierung an der Macht ist, die um Verhandlung bittet. Sowohl die Rebellen als auch die Guerillas sind froh über diese Entwicklung. Allerdings ist Ramirez’ Milizchef Silveira noch nicht zurückgetreten und gerade dabei, erneut unschuldige Dorfbewohner, die auf der Flucht vor dem Krieg sind, umzubringen. Als sich Pater Julio für diese Menschen einsetzt, wird er von Silveira niedergeschossen. Die Rebellen kommen den Menschen zu Hilfe und nehmen Silveiras Leute gefangen. Er selbst wird getötet.

## Hintergrund
Der von Erwin C. Dietrich produzierte Film wurde auf den Philippinen und in Venezuela gedreht.  Kinski pflegte auch am Set dieser Produktion „seine Marotten, gab kryptische Antworten auf dumme Reporterfragen und flippte am Set mehr als einmal ordentlich aus. Zudem mied er seine Co-Stars und wurde umgekehrt von ihnen gemieden.“

## Kritiken
Das Lexikon des internationalen Films wertete: Eine aktionsreiche Geschichte mit vorhersehbarem Ausgang, versetzt mit einigen nachdenklichen Zwischentönen. Recht verhalten inszeniert, jedoch letztlich der Dramaturgie des Genres verhaftet.
actionfreunde.de befand, dass dieser Actionfilm mit Lewis Collins „beinahe die gesamte Besetzung des Vorgängerfilmes (‚Geheimcode: Wildgänse‘) aufbot, an weitgehend denselben Schauplätzen gedreht wurde und wieder Klaus Kinski als Oberbösewicht präsentierte.“ „Den Söldneraspekt der Söldnertrilogie des [Produzenten] Erwin C. Dietrich bekommt man bei ‚Kommando Leopard‘ nur sporadisch zu spüren. […] Die Söldner [sind aber] dieses Mal eher Freiheitskämpfer, was [Regisseur] Antonio Margheriti […] freilich erneut nicht davon abhielt, kriegerische Handlungen als großen Abenteuerspielplatz für große Jungs zu inszenieren und auf eine wirklich intelligente Handlung zu verzichten.“
Volker Schönenberger wertete: „‚Kommando Leopard‘ folgt dem bewährten Strickmuster von Antonio Margheritis Kriegs-Action-Exploitationfilmen jener Zeit. Zu billigem 80er-Elektro-Score wird viel geballert und gestorben, Explosionen lassen den Bildschirm erbeben. Eine Aufarbeitung des Freiheitskampfs eines gepeinigten Volkes sollte niemand erwarten, sie war auch nicht Intention. […] Wer dieser rein auf Action setzenden Subgattung des Kriegsfilms etwas abgewinnen kann, wird anständig unterhalten.“

## Synchronisation
Die Cinephon Produktion besetzte unter der Regie von Peter Baumgartner:
- Lewis Collins: Thomas Danneberg
- Klaus Kinski: Fred Maire
- Manfred Lehmann: er selbst
- John Steiner: Lothar Blumhagen
- Luciano Pigozzi: Michael Chevalier
- Hans Leutenegger: Helmut Krauss
- René Adebesa: Hans-Jürgen Dittberner
- Franco De Rosa: Claus Jurichs
- Thomas Danneberg: Rainer Brandt
- Cristina Donadio: Anita Lochner
- Subas Herrero: Klaus Miedel

Da Thomas Danneberg die Rolle von Lewis Collins sprach, musste er in seiner eigenen Rolle fremdgesprochen werden.